# Vieille église de l'Ascension d'Osečina
Pour les articles homonymes, voir Église de l'Ascension.
La vieille église de l'Ascension d'Osečina (en serbe cyrillique : Стара црква Светог Вазнесења Господњег у Осечини ; en serbe latin : Stara crkva Svetog Vaznesenja Gospodnjeg u Osečini) est une église orthodoxe serbe serbe située à Osečina et dans le district de Kolubara en Serbie. Elle est inscrite sur la liste des monuments culturels protégés de la République de Serbie (no SK 602).

## Présentation
L'église a été construite au début du XVIIIe siècle ; d'abord dédiée à saint Georges, elle a été consacrée à l'Ascension en 1765. Plusieurs fois brûlée par les Ottomans, elle a été à chaque fois reconstruite par les Serbes.
Elle est construite en pierres et recouverte d'un toit en bois. Elle est ainsi considérée comme caractéristique de la transition architecturale entre les anciennes églises en bois et les édifices religieux bâtis dans des matériaux plus solides.